# Snarum Station
Snarum Station (Snarum stasjon) er en jernbanestation på Krøderbanen, der ligger ved bygden Snarum i Modum kommune i Norge.
Stationen åbnede sammen med banen 28. november 1872. Den blev nedgraderet til holdeplads 1. august 1957. Persontrafikken på banen blev indstillet 19. januar 1958, men stationen var stadig bemandet indtil 1. januar 1969. Banen blev nedlagt 1. marts 1985. Den blev efterfølgende omdannet til veteranbane ejet af Stiftelsen Krøderbanen. Om sommeren kører Norsk Jernbaneklubb med veterantog på banen, hvor der blandt andet stoppes ved Snarum undervejs.
Stationsbygningen blev opført i 1872 efter tegninger af Georg Andreas Bull. Den brændte i 1982 men blev efterfølgende genopbygget.